# Pays houdanais
Le pays houdanais est une petite région naturelle de l'ouest des Yvelines et de l'est de l'Eure-et-Loir, en France. Elle est centrée autour de Houdan, ville historique et chef-lieu de canton de l'arrondissement de Mantes-la-Jolie. Cette région correspond sensiblement sur le plan administratif à la communauté de communes du pays Houdanais dont le périmètre est à cheval sur les deux départements. Elle est parfois considérée comme une partie du Drouais.
Le pays houdanais est une région de plaine relativement vallonnée, centrée sur la vallée de la Vesgre (affluent de rive droite de l'Eure), adossée vers l'est et le sud-est aux hauteurs du massif de Rambouillet, assurant vers le nord la transition avec le plateau du Mantois et ouverte à l'ouest vers la vallée de l'Eure.
C'est une région rurale, à faible densité de population, peu boisée, consacrée à la grande culture des céréales et des oléo-protéagineux.